# حمام قپان
حمام قپان مربوط به اواخر دوره قاجار است و در شاهین‌دژ، خیابان شهید مطهری، کوچه ۱۵ خرداد راسته قپان واقع شده و این اثر در تاریخ ۱۷ اسفند ۱۳۸۱ با شمارهٔ ثبت ۷۸۶۱ به‌عنوان یکی از آثار ملی ایران به ثبت رسیده‌است.